# 捷克利夫卡 (沙爾霍羅德區)
48°40′34″N 28°3′37″E / 48.67611°N 28.06028°E
捷克利夫卡（烏克蘭語：Теклівка），是烏克蘭的村落，位於該國西南部文尼察州，由日梅林卡區負責管轄，面積1.61平方公里，海拔高度238米，2001年人口355，人口密度每平方公里220.5人。